# Kieran Smith
Kieran Smith, född 20 maj 2000, är en amerikansk simmare.

## Karriär
Smith tog brons på 400 meter frisim vid olympiska sommarspelen 2020 i Tokyo. Han tog sig även till final och slutade sexa på 200 meter frisim samt var en del av USA:s lag som slutade på fjärde plats på 4×200 meter frisim.
I december 2021 vid kortbane-VM i Abu Dhabi var Smith en del av USA:s lag som tog guld på 4×200 meter frisim och som satte ett nytt nationsrekord. I juni 2022 var Smith en del av USA:s kapplag som tog guld på 4×200 meter frisim.
I december 2022 vid kortbane-VM i Melbourne tog Smith fem medaljer. Individuellt tog han guld och noterade ett nytt amerikanskt rekord på 400 meter frisim. Smith var även en del av USA:s kapplag som tog guld och noterade världsrekord på 4×200 meter frisim och 4×100 meter medley samt som tog brons på 4×100 meter frisim. Han erhöll även ett silver efter att ha simmat försöksheatet på 4×50 meter medley, där USA sedermera tog medalj i finalen.